# Denis Jourdanet
Denis Jourdanet (1er mai 1815-6 mai 1892) est un médecin et physiologiste français né à Juillan (Hautes-Pyrénées) et mort à Paris. Il est connu pour ses études du mal d'altitude et de l'hypoxie.
D'abord officier de santé exerçant la médecine au Mexique, il revient en France soutenir une thèse de doctorat de médecine le 20 août 1846 sur des Considérations pratiques sur le tétanos. En tant que médecin fortuné, Jourdanet a beaucoup voyagé au travers des régions montagneuses du Mexique, au milieu du XIXe siècle. Là, il a étudié les effets du mal des montagnes, que les grimpeurs subissent aux altitudes les plus élevées.
Il était un ami et collègue du physiologiste Paul Bert (1833-1886), à qui il a fourni l'équipement nécessaire, comme une chambre de décompression, pour la recherche en laboratoire des conditions médicales causées par une pression d'oxygène réduite.
Il est aussi connu chez les mésoaméricanistes (spécialistes de la civilisation précolombienne), pour avoir traduit en français l'Histoire véridique de la conquête de la Nouvelle-Espagne, attribuée à Bernal Díaz, ainsi que de l'Histoire générale des choses de la Nouvelle Espagne de Bernardino de Sahagún ; ces traductions, publiées respectivement en 1876 (mais largement revues et corrigées en 1877) et en 1880, sont toujours rééditées.